# AKB48 Team TP
AKB48 Team TP（エーケービーフォーティーエイト チームティーピー）は、台北市を中心に活動する台湾の女性アイドルグループ。AKB48を構成するチームではなく、公式姉妹グループ（AKB48グループ）のひとつである。2018年7月まではTPE48（ティーピーイー フォーティーエイト）として活動していた。

## 概要
総合プロデュースはAKB48と同じく秋元康が務める。AKB48 Team TPの発足に際し、音楽プロデューサーの陳子鴻が運営責任者に就任した。
当初はTPE48として結成が発表され、台湾の地元衛星テレビ局である中天電視が携わる予定であったが、すぐには結成に向けた活動は行われず、当初の発表から6年の時を経て新たに設立された運営会社の元で結成された。しかし、活動は順調には進まず、2018年7月にAKSより合弁およびライセンス契約を解消させるとともに、運営会社を阿克斯娯樂有限公司に変更、グループ名をAKB48 Team TPとして活動することとなった。運営会社は2018年11月時点で好言娯樂有限公司となっている。

## 略歴

### TPE48
結成発表
2011年10月1日、AKB48のオフィシャルブログでグループの結成が発表された。AKB48は同年6月に営業を開始した台湾のオフィシャルショップが盛況になるなど台湾での人気が高まっており、デイリースポーツは当時こうした人気が台湾でのグループ結成の背景にあると言及した。
当初の計画ではメンバー選考の詳細を2012年1月に発表、また台北市内に専用劇場の建設を予定し、AKB48の運営会社・AKSは2012年夏に劇場での公演を開始できるよう準備していくと説明していた。
2012年9月にオーディションが行われる予定だったが、同年後半に延期とされて以降、メンバーオーディションを含めて具体的な活動は行われなかった。
再開
2014年12月7日にHKT48が台湾コンサートを行った際にAKB48の台湾人メンバーオーディションを行うことが発表された。オーディションで17人が“仮研究生”として採用された。このため、東京スポーツでは「TPE48発足に向けての布石か」と報じた。その後台湾内でレッスンなどを重ねた上でのセレクション審査を経て、馬嘉伶がチームBに「台湾留学生」として配属されることになった。その他のメンバーは引き続き台湾に残り「AKB48台湾研究生」と呼ばれる。
2016年3月26日、横浜スタジアムで行われた『祝 高橋みなみ卒業“148.5cmの見た夢”in 横浜スタジアム』1日目の「AKB48 単独コンサート」において、フィリピンのマニラに拠点を置くMNL48、タイのバンコクに拠点を置くBNK48と共に、新グループを結成することが改めて発表された。公式サイトでは、グループカラーについて特産のマンゴーを基調としたグラデーションを採用したとしている。この時点で在籍する9人の「AKB48台湾研究生」については、最終オーディションからの参加資格が与えられる。
2017年7月9日に台北で行われたAKB48ファンミーティングの席上で、当初発表から6年近く経過した9月1日にオーディションを開始することが発表された。この時点で在籍する6人の「AKB48台湾研究生」は最終審査からの参加となるが、不合格でも「TPE48研究生」になれることも発表された。また9月1日に台北で行われたオーディション募集開始の告知イベントにおいて、AKB48の阿部マリアが移籍加入することを発表した。
2017年11月上旬迄に2次審査が行われ、「台湾研究生」を含む148人が3次審査に進んだ。3次審査は、合格者の半数をファンによる投票の結果を基に選び、従来の選考方式により残り半数の合格者を決めるという方式が取られ、2018年1月19日にファン投票と従来選考それぞれ36人ずつ、計72人に絞り込まれ、同年2月4日に行われた最終審査の結果、45人が合格し、その内38人が1期生としてお披露目された。3月10日に実施された『AKB48グループ センター試験』および「梯批壹村（TPE村）」の始動に伴い、活動を開始した。5月から6月にかけて開催された『AKB48 53rdシングル 世界選抜総選挙』にはメンバー5名が立候補した。
運営会社との契約解消
2018年5月に開催予定であったファンミーティングは無期限延期となり、夏に予定されていたCDデビューの見通しも立たず、イベントへの出演が中止になるなど活動は難航し、運営状況の悪化やトラブルの発生について現地メディアで度々取り上げられるようになり、公式サイトも閉鎖されるまでに至った。2018年7月30日にTPE48はAKSより運営会社との合弁およびライセンス契約が解消されたことが発表された。

### AKB48 Team TPとしての再始動
同じく2018年7月30日に、新設される「阿克斯娯樂有限公司」に運営権をライセンスするとともに「AKB48 Team TP」を新たに発足させることが発表され、同年8月26日に台北で行われた『第4回Touch The Japan in 台湾』において、TPE48から転籍したメンバー35名が改めて1期生としてお披露目された。同年12月25日にデビューシングル「勇往直前」を発売した。

## メンバー
「正」は正規メンバー（現地語表記：正式生）、「研」は研究生、「1期」はTPE48第1期生オーディションにより加入したメンバー。

### Unit TIC TAC TOE
- 略称はUnit T
- ユニット名は三目並べから
- ユニットカラーは 青（R=60, G=169, B=203）
- キャプテンは劉曉晴が就任

|      | 名前   | 名前           | 名前                | 名前                         | 生年月日               | 出身地 | 加入期 | 昇格日        | 元所属ユニット             | 備考                                                                                |
| 漢字 | 繁体字 | アルファベット | 読み （日本語読み） |                              | 生年月日               | 出身地 | 加入期 | 昇格日        | 元所属ユニット             | 備考                                                                                |
| ---- | ------ | -------------- | ------------------- | ---------------------------- | ---------------------- | ------ | ------ | ------------- | -------------------------- | ----------------------------------------------------------------------------------- |
| 正   | 劉曉晴 | 劉曉晴         | Lau Hiu-ching       | リュー・シュオチン           | 2000年8月2日（24歳）   | 香港   | 1期    | 2019年6月15日 | Sakura→Peek A Boo（初代）  | Unit TIC TAC TOE（2代目）キャプテン（組長） 元Unit Sakura（初代）キャプテン（組長） |
| 正   | 潘姿怡 | 潘姿怡         | Pan Tzu-yi          | パン・ズーイー （はん しい） | 1996年7月28日（28歳）  | 台北市 | 1期    | -             | Daisy→Peek A Boo（初代）   | 2025年8月24日卒業予定 AKB48 Team TP最年長                                           |
| 正   | 林于馨 | 林于馨         | Lin Yu-hsin         | リン・ユーシン               | 2002年1月14日（23歳）  | 宜蘭県 | 1期    | 2019年6月15日 | Sakura→TIC TAC TOE（初代） | 元AKB48台湾研究生（途中辞退）                                                       |
| 正   | 伊品   | 伊品           | Yi Pin              | イー・ピン                   | 2003年4月26日（22歳）  |        | 4期    | 2025年5月24日 | TIC TAC TOE（2代目）研究生 |                                                                                     |
| 正   | 張少瞳 | 張少瞳         | Chang Shao-tong     |                              | 2008年2月28日（17歳）  |        | 3期    | 2025年5月24日 | TIC TAC TOE（初代）研究生  |                                                                                     |
| 研   | 黃奕霖 | 黃奕霖         | Huang Yi-lin        |                              | 2002年4月24日（23歳）  |        | 3期    | -             | TIC TAC TOE（初代）研究生  |                                                                                     |
| 研   | 孟庭筠 | 孟庭筠         | Meng Ting-yun       |                              | 2002年11月28日（22歳） |        | 4期    | -             |                            |                                                                                     |
| 研   | 陳昭霓 | 陳昭霓         | Chen Zhao-Ni        |                              | 2005年9月6日（19歳）   |        | 4期    | -             |                            |                                                                                     |
| 研   | 翁曼綾 | 翁曼綾         | Wong Mann-ling      |                              | 2006年12月23日（18歳） |        | 4期    | -             |                            | 学業のため2024年7月1日から活動休止中                                                |
| 研   | 唐靜   | 唐靜           | Tang Ching          |                              | 2002年3月29日（23歳）  |        | 5期    | -             |                            |                                                                                     |
| 研   | 林瑋庭 | 林瑋庭         | Lin Wei-ting        |                              | 2002年10月19日（22歳） |        | 5期    | -             |                            |                                                                                     |
| 研   | 陳泰琌 | 陳泰琌         | Chen Tai-ling       |                              | 2004年6月22日（21歳）  |        | 5期    | -             |                            |                                                                                     |
| 研   | 陳嘉儀 | 陳嘉儀         | Chen Jia-yi         |                              | 2004年12月25日（20歳） |        | 5期    | -             |                            |                                                                                     |
| 研   | 邱宜靚 | 邱宜靚         | Chiu Yi-ching       |                              | 2005年10月23日（19歳） |        | 5期    | -             |                            |                                                                                     |
| 研   | 楊亞芸 | 楊亞芸         | Yang Ya-yun         |                              | 2007年4月7日（18歳）   |        | 5期    | -             |                            |                                                                                     |

### Unit Peek A Boo
- 略称はUnit P
- ユニット名はいないいないばあから
- ユニットカラーは 赤（R=220, G=72, B=58）
- キャプテンは蔡亞恩が就任

|      | 名前     | 名前           | 名前                | 名前                               | 生年月日               | 出身地 | 加入期 | 昇格日         | 元所属ユニット                 | 備考                                       |
| 漢字 | 繁体字   | アルファベット | 読み （日本語読み） |                                    | 生年月日               | 出身地 | 加入期 | 昇格日         | 元所属ユニット                 | 備考                                       |
| ---- | -------- | -------------- | ------------------- | ---------------------------------- | ---------------------- | ------ | ------ | -------------- | ------------------------------ | ------------------------------------------ |
| 正   | 林易沄   | 林易沄         | Lin Yi-yun          | リン・イーユン                     | 2000年11月21日（24歳） | 台北市 | 1期    | 2022年1月22日  | Sakura→TIC TAC TOE（初代）     | AKB48 Team TP（3代目）キャプテン（隊長）   |
| 正   | 蔡亞恩   | 蔡亞恩         | Tsai Ya-en          | ツァイ・イャーエン                 | 2000年10月21日（24歳） | 基隆市 | 1期    | 2020年1月19日  | Daisy→TIC TAC TOE（初代）      | Unit Peek A Boo（2代目）キャプテン（組長） |
| 正   | 蔡伊柔   | 蔡伊柔         | Tsai Yi-jou         | ツァイ・イーロウ                   | 2001年7月15日（23歳）  | 新北市 | 1期    | 2022年11月12日 | Bellflower→TIC TAC TOE（初代） |                                            |
| 正   | 張羽翎   | 張羽翎         | Chang Yu-lin        | ジャン・ユーリン （ちょう うれい） | 2003年7月11日（21歳）  | 花蓮県 | 1期    | -              | Sakura→Peek A Boo（初代）      | 元AKB48台湾研究生                          |
| 研   | 黃昱燕   | 黃昱燕         | Huang Yu-yan        |                                    | 2006年6月8日（19歳）   | 基隆市 | 3期    | -              | Peek A Boo（初代）研究生       |                                            |
| 研   | 蘇姮羽   | 蘇姮羽         | Su Heng-yu          |                                    | 2010年12月26日（14歳） | 新北市 | 3期    | -              | Peek A Boo（初代）研究生       | AKB48 Team TP最年少                        |
| 研   | 范姜又恩 | 范姜又恩       | Fan Chiang Yu-en    |                                    | 2003年3月20日（22歳）  |        | 4期    | -              |                                | 規律違反のため2024年6月13日から活動休止中  |
| 研   | 陳穎臻   | 陳穎臻         | Chen Ying-zhen      |                                    | 2004年1月2日（21歳）   |        | 4期    | -              |                                |                                            |
| 研   | 陳以凌   | 陳以凌         | Chen Yi-ling        |                                    | 2005年10月19日（19歳） |        | 4期    | -              |                                |                                            |
| 研   | 徐沛婠   | 徐沛婠         | Hsu Pei-wan         |                                    | 2006年1月23日（19歳）  |        | 4期    | -              |                                |                                            |
| 研   | 彭鈺婷   | 彭鈺婷         | Peng Yu-ting        |                                    | 2004年9月24日（20歳）  |        | 5期    | -              |                                |                                            |
| 研   | 蔡喬茵   | 蔡喬茵         | Tsai Ciao-yin       |                                    | 2005年5月13日（20歳）  |        | 5期    | -              |                                |                                            |
| 研   | 陳巧儀   | 陳巧儀         | Chen Qiao-yi        |                                    | 2005年7月31日（19歳）  |        | 5期    | -              |                                |                                            |
| 研   | 余嬿慈   | 余嬿慈         | Yu Yan-ci           |                                    | 2006年2月25日（19歳）  |        | 5期    | -              |                                | 2025年5月30日から活動休止中                |
| 研   | 劉子菲   | 劉子菲         | Liu Zi-fei          |                                    | 2009年5月4日（16歳）   |        | 5期    | -              |                                |                                            |

### 元メンバー

#### 元正規メンバー
| 名前       | 繁体字 中国語 表記 | アルファベット 表記 | 読み                                 | 生年月日               | 出身地   | 加入期 | 最終在籍日                                | 最終 所属            | 備考 |
| ---------- | ------------------ | ------------------- | ------------------------------------ | ---------------------- | -------- | ------ | ----------------------------------------- | -------------------- | --- |
| 陳詩媛     | 陳詩媛             | Chen Shih-yuan      | チェン・シーユェン                   | 1995年4月24日（30歳）  | 台北市   | 1期    | 2018年8月25日以前 （AKB48 Team TP発足前） | 正                   | 元AKB48台湾研究生 双子の姉は陳詩雅（元AKB48 Team TP） 元5TEAMリーダー 元Rakuten Girlsメンバー                                                                                               |
| 阿部マリア | 阿部瑪利亞         | Abe Maria           | あべ マリア                          | 1995年11月29日（29歳） | 神奈川県 | -      | 2019年10月19日                            | 正                   | 元AKB48チーム4（大場） 元AKB48チームK（大島・横山・峯岸） 2017年12月1日移籍加入 隨身遊戲股份有限公司/麥卡貝網路電視所属                                                                     |
| 劉潔明     | 劉潔明             | Liu Jie-ming        | リュー・ジェミン （りゅう けつめい） | 1997年4月19日（28歳）  | 台北市   | 1期    | 2020年9月10日                             | Bellflower           | プロフィール削除 祖母が日本人 契約の問題のため2020年1月30日から9月10日まで活動休止 |
| 本田柚萱   | 本田柚萱           | Honda Yuzuka        | ほんだ ゆずか                        | 2006年3月15日（19歳）  | 新竹市   | 1期    | 2021年3月25日                             | Sakura               | 父が日本人、母が台湾人で二重国籍 体調不良のため2018年12月9日から2021年3月25日まで活動休止                                                                                                   |
| 曾詩羽     | 曾詩羽             | Tseng Shih-yu       | ズン・シーユー （そ しう）           | 1995年2月12日（30歳）  | 雲林県   | 1期    | 2021年11月9日                             | Sakura               | 契約解除 体調不良のため2021年7月29日から11月9日まで活動休止 |
| 陳詩雅     | 陳詩雅             | Chen Shih-ya        | チェン・シーヤー （ちん しが）       | 1995年4月24日（30歳）  | 台北市   | 1期    | 2022年8月28日                             | Daisy                | 元AKB48台湾研究生 AKB48 Team TP（初代）キャプテン（隊長） 元Unit Daisy 元Unit Daisy（初代）キャプテン（組長） 双子の妹は陳詩媛（元TPE48） 現Muse GirlsとDragon Beautiesメンバー             |
| 柏靈       | 柏靈               | Po Ling             | ポー・リン                           | 1999年9月13日（25歳）  | 台北市   | 1期    | 2023年4月21日                             | TIC TAC TOE（初代）  | 契約解除 父親がオランダ人 元Unit Daisy 学業のため2023年4月1日から4月21日まで活動休止 |
| 藤井麻由   | 藤井麻由           | Fujii Mayu          | ふじい まゆ                          | 1998年11月30日（26歳） | 大阪府   | 1期    | 2023年6月7日                              | TIC TAC TOE（初代）  | 解雇 日本国籍 元Unit Bellflower |
| 林倢       | 林倢               | Lin Chieh           | リン・ジェ （りん しょう）           | 2001年2月14日（24歳）  | 新竹県   | 1期    | 2023年8月20日                             | TIC TAC TOE（初代）  | 元AKB48台湾研究生 元Unit Bellflower 現Luxy Girlsメンバー |
| 周佳郁     | 周佳郁             | Zhou Jia-yu         | ジョウ・ジャーユー                   | 1997年11月19日（27歳） | 台北市   | 1期    | 2023年8月20日                             | TIC TAC TOE（初代）  | 最終活動日は2023年9月17日 元Unit Sakura |
| 高云珏     | 高云珏             | Gao Yun-jue         | ガオ・ユンジュエ                     | 2001年10月20日（23歳） | 台中市   | 1期    | 2023年8月20日                             | TIC TAC TOE（初代）  | 最終活動日は2023年9月17日 元Unit Bellflower研究生 |
| 張法法     | 張法法             | Chang Fa-fa         | ジャン・ファファ                     | 2001年12月27日（23歳） | 台北市   | 1期    | 2023年8月20日                             | TIC TAC TOE（初代）  | 最終活動日は2023年9月17日 元Unit Daisy研究生 元Unit Bellflower研究生 |
| 小山美玲   | 小山美玲           | Oyama Mirei         | おやま みれい                        | 2002年6月28日（23歳）  | 福岡県   | 1期    | 2023年8月20日                             | TIC TAC TOE（初代）  | 最終活動日は2023年9月17日 日本国籍で祖母が台湾人 元Unit Sakura研究生 |
| 林潔心     | 林潔心             | Lin Chieh-hsin      | リン・ジェシン                       | 2003年3月27日（22歳）  | 新北市   | 1期    | 2023年8月20日                             | TIC TAC TOE（初代）  | 最終活動日は2023年9月17日 元Unit Daisy |
| 羅瑞婷     | 羅瑞婷             | Lo Jui-ting         | ルオ・リュイティン                   | 2004年8月6日（20歳）   | 台北市   | 1期    | 2023年8月20日                             | TIC TAC TOE（初代）  | 最終活動日は2023年9月17日 元Unit Bellflower研究生 現Honeysメンバー |
| 邱品涵     | 邱品涵             | Chiu Pin-han        | チウ・ピンハン （きゅう ひんかん）   | 1999年12月24日（25歳） | 新北市   | 1期    | 2023年8月20日                             | Peek A Boo（初代）   | 最終活動日は2023年9月17日 元AKB48台湾研究生 元Unit Bellflower 元Honeysメンバー |
| 王逸嘉     | 王逸嘉             | Wang Yi-chia        | ワン・イージア                       | 2001年11月18日（23歳） | 嘉義市   | 1期    | 2023年8月20日                             | Peek A Boo（初代）   | 最終活動日は2023年9月17日 Unit Peek A Boo（初代）キャプテン（組長） 元Unit Bellflower |
| 李孟純     | 李孟純             | Lee Meng-chun       | リー・モンチュン                     | 2002年6月4日（23歳）   | 屏東県   | 1期    | 2023年8月20日                             | Peek A Boo（初代）   | 最終活動日は2023年9月17日 元Unit Daisy |
| 鄭妤葳     | 鄭妤葳             | Cheng Yu-wei        | ジヨン・ユーウェ                     | 2003年11月11日（21歳） | 高雄市   | 1期    | 2023年8月20日                             | Peek A Boo（初代）   | 最終活動日は2023年9月17日 元Unit Bellflower研究生 |
| 鄭佳郁     | 鄭佳郁             | Cheng Chia-yu       | ジヨン・ジャーユー                   | 2004年4月28日（21歳）  | 台北市   | 1期    | 2023年8月20日                             | Peek A Boo（初代）   | 最終活動日は2023年9月17日 元Unit Sakura |
| 高硯晨     | 高硯晨             | Kao Yen-chen        | ガオ・イェンチェン                   | 2006年7月16日（18歳）  | 新北市   | 1期    | 2023年8月20日                             | Peek A Boo（初代）   | 最終活動日は2023年9月17日 元Unit Sakura研究生 |
| 劉語晴     | 劉語晴             | Liu Yu-ching        | リュー・ユーチン （りゅう ごせい）   | 1996年7月14日（28歳）  | 桃園市   | 1期    | 2023年8月20日                             | TIC TAC TOE（初代）  | 最終活動日は2023年10月6日 AKB48 Team TP（2代目）キャプテン（隊長） 元Unit Bellflower 元Unit Bellflower（初代）キャプテン（組長） Unit TIC TAC TOE（初代）キャプテン（組長） 現KIRISメンバー |
| 冼迪琦     | 冼迪琦             | Sin Tik-kei         | シェー・ディーチー （せん ゆうき）   | 1999年2月13日（26歳）  | 香港     | 1期    | 2023年8月20日                             | Peek A Boo（初代）   | 最終活動日は2023年10月6日 元Unit Daisy 現Passion Sistersメンバー |
| 李采潔     | 李采潔             | Li Cai-jie          | リー・ツァイジェ                     | 2004年3月15日（21歳）  | 台北市   | 1期    | 2023年8月20日                             | Peek A Boo（初代）   | 最終活動日は2023年10月6日 元Unit Daisy 姉は李佳俐 |
| 李佳俐     | 李佳俐             | Li Jia-li           | リー・ジャリー                       | 2001年11月5日（23歳）  | 台北市   | 1期    | 2023年8月20日                             | Peek A Boo（初代）   | 最終活動日は2023年10月29日 元Unit Bellflower 妹は李采潔 現Fubon Angelsメンバー |
| 國興瑀     | 國興瑀             | Kuo Shin-yu         | クオ・シンユゥー （こく こうう）     | 2002年10月11日（22歳） | 台北市   | 1期    | 2024年10月19日                            | TIC TAC TOE（2代目） | 最終活動日は2024年10月27日 元AKB48台湾研究生 元Unit Daisy 元Unit Peek A Boo（初代） |
| 袁子筑     | 袁子筑             | Yuan Tzu-chu        | ユエン・ヅゥジュウ                   | 1999年5月7日（26歳）   | 新北市   | 2期    | 2024年12月22日                            | TIC TAC TOE（2代目） | 元Unit Sakura研究生 元Unit TIC TAC TOE（初代） 現Muse Girlsメンバー |
| 林亭莉     | 林亭莉             | Lin Ting-li         | リン・ティーンリー                   | 1999年6月1日（26歳）   | 桃園市   | 2期    | 2024年12月22日                            | Peek A Boo（2代目）  | 最終活動日は2025年4月26日 元Unit Sakura 元Unit Peek A Boo（初代） |
| 吳婉淩     | 吳婉淩             | Wu Wan-ling         | ウー・ワンリーン                     | 2004年8月10日（20歳）  | 台北市   | 2期    | 2024年12月22日                            | Peek A Boo（2代目）  | 最終活動日は2025年4月26日 元Unit Daisy研究生 元Unit Peek A Boo（初代） |
| 翁彤薰     | 翁彤薰             | Weng Tung-hsun      | ウォーン・トーンシュイン             | 1997年5月19日（28歳）  | 台北市   | 2期    | 2025年3月23日                             | TIC TAC TOE（2代目） | 元Unit Bellflower研究生 元Unit TIC TAC TOE（初代） |
| 吳騏卉     | 吳騏卉             | Wu Chi-hui          | ウー・チイホゥイ                     | 1998年10月25日（26歳） | 台北市   | 2期    | 2025年3月23日                             | TIC TAC TOE（2代目） | 最終活動日は2025年4月26日 元Unit Sakura研究生 元Unit TIC TAC TOE（初代） |
| 宮田留佳   | 宮田留佳           | Miyata Ruka         | みやた るか                          | 1996年4月22日（29歳）  | 山梨県   | 2期    | 2025年3月23日                             | Peek A Boo（2代目）  | 最終活動日は2025年4月27日 日本国籍 元Unit Daisy 元Unit Peek A Boo（初代） |
| 周家安     | 周家安             | Chou Chia-an        | ジョウ・ジエアン                     | 2003年10月9日（21歳）  | 台中市   | 2期    | 2025年3月23日                             | Peek A Boo（2代目）  | 最終活動日は2025年4月27日 元AKB48台湾研究生（途中辞退） 元Unit Bellflower研究生 元Unit TIC TAC TOE（初代）                                                                                  |
| 董子瑄     | 董子瑄             | Tung Zih-syuan      | ドン・スーシュェン                   | 2003年12月4日（21歳）  | 台北市   | 1期    | 2025年5月25日                             | Peek A Boo（2代目）  | 元Unit Bellflower研究生 元Unit Daisy研究生 元Unit Peek A Boo（初代） |

#### 元研究生
| 名前   | 繁体字 中国語 表記 | アルファベット 表記 | 読み                 | 生年月日               | 出身地 | 加入期 | 最終在籍日                                | 最終 所属              | 備考                                                                                 |
| ------ | ------------------ | ------------------- | -------------------- | ---------------------- | ------ | ------ | ----------------------------------------- | ---------------------- | ------------------------------------------------------------------------------------ |
| 李晨熙 | 李晨熙             | Lee Chen-si         | リー・チェンシー     | 2000年7月25日（24歳）  | 台南市 | 1期    | 2018年8月25日以前 （AKB48 Team TP発足前） | 研                     |                                                                                      |
| 翁立霏 | 翁立霏             | Weng Li-fei         | ウォン・リーフェイ   | 2000年2月11日（25歳）  | 台北市 | 1期    | 2018年8月25日以前 （AKB48 Team TP発足前） | 研                     |                                                                                      |
| 陳琳   | 陳琳               | Chen Lin            | チェン・リン         | 2006年1月3日（19歳）   | 台北市 | 1期    | 2018年8月25日以前 （AKB48 Team TP発足前） | 研                     | 父は元プロ野球選手の陳致遠                                                           |
| 劉姸廷 | 劉姸廷             | Liu Yen-ting        | リュー・イェンティン | 2003年10月13日（21歳） | 台北市 | 1期    | 2018年8月25日以前 （AKB48 Team TP発足前） | 研                     |                                                                                      |
| 林家瑩 | 林家瑩             | Lin Chia-ying       | リン・ジャーイン     | 2000年12月4日（24歳）  | 新北市 | 1期    | 2021年11月9日                             | Sakura研               | 契約解除 個人理由のため2020年11月17日から2021年11月9日まで活動休止                   |
| 林佳霓 | 林佳霓             | Lin Jia-ni          | リン・ジアニー       | 2005年1月16日（20歳）  | 新北市 | 2期    | 2023年5月17日                             | Peek A Boo（初代）研   | 契約解除 元Unit Daisy研究生 規律違反のため2022年10月2日から2023年5月17日まで活動休止 |
| 賈宜蓁 | 賈宜蓁             | Chia I-chen         | ジャー・イージェン   | 1999年8月18日（25歳）  | 新竹県 | 1期    | 2023年10月14日                            | TIC TAC TOE（2代目）研 | 元Unit Daisy研究生 元Unit Peek A Boo（初代）研究生                                   |
| 李佩宜 | 李佩宜             | Li Pei-yi           |                      | 2010年7月6日（14歳）   |        | 5期    | 2025年6月30日                             | TIC TAC TOE（2代目）研 |                                                                                      |

## グループ編成

### メンバー構成推移
これまで5度のメンバーオーディションを実施し、姉妹グループからの移籍を除くメンバーはこれらのオーディションを経て加入している。
| 年月日      | 出来事                                                                    | 増減 | 合計 | 合計 | 合計 | 加入期別 人数変動 |
| 年月日      | 出来事                                                                    | 増減 | 全   | 正   | 研   | 加入期別 人数変動 |
| 2017年      | 出来事                                                                    | 増減 | 全   | 正   | 研   | 加入期別 人数変動 |
| ----------- | ------------------------------------------------------------------------- | ---- | ---- | ---- | ---- | ----------------- |
| 12月1日     | AKB48チームK 阿部マリア 移籍加入                                          | +1   | 1    | 1    |      |                   |
| 2018年      | 出来事                                                                    | 増減 | 全   | 正   | 研   | 加入期別 人数変動 |
| 3月10日     | TPE48 活動開始（1期生 お披露目）                                          | +38  | 39   | 13   | 26   | 1期生38人         |
| 3月12日     | 公式サイトにおいてメンバープロフィール公開                                |      | 39   | 13   | 26   |                   |
| 3月22日     | 1期生 周佳郁 研究生に追加                                                 | +1   | 40   | 13   | 27   | 1期生38人→39人    |
| 8月25日以前 | 正規メンバー 陳詩媛 契約辞退 研究生 李晨熙・翁立霏・陳琳・劉姸廷 契約辞退 | -5   | 35   | 12   | 23   | 1期生39人→34人    |

| 年月日        | 出来事 | 増減 | 合計 | 合計 | チーム別    | チーム別   | チーム別 | チーム別 | 加入期別 人数変動 |
| 年月日        | 出来事 | 増減 | 全   | 正   | Daisy       | Bellflower | Sakura   | 研       | 加入期別 人数変動 |
| 2018年        | 出来事 | 増減 | 全   | 正   | Daisy       | Bellflower | Sakura   | 研       | 加入期別 人数変動 |
| ------------- | --- | ---- | ---- | ---- | ----------- | ---------- | -------- | -------- | ----------------- |
| 8月26日       | AKB48 Team TP お披露目 |      | 35   | 12   |             |            |          | 23       |                   |
| 2019年        | 出来事 | 増減 | 全   | 正   | Daisy       | Bellflower | Sakura   | 研       | 加入期別 人数変動 |
| 6月15日       | 研究生 劉曉晴・林于馨 正規メンバー昇格 |      | 35   | 14   |             |            |          | 21       |                   |
| 10月19日      | 阿部マリア 卒業 | -1   | 34   | 13   |             |            |          | 21       |                   |
| 12月21日      | 2期生 お披露目 ユニット活動発表 | +8   | 42   | 13   | (14)        | (14)       | (14)     | 29       | 2期生8人          |
| 2020年        | 出来事 | 増減 | 全   | 正   | Daisy       | Bellflower | Sakura   | 研       | 加入期別 人数変動 |
| 1月19日       | 研究生 蔡亞恩・李佳俐 正規メンバー昇格 |      | 42   | 15   | (14)        | (14)       | (14)     | 27       |                   |
| 3月7日 3月8日 | ユニット活動 正式稼働開始 |      | 42   | 15   | 14          | 14         | 14       | 27       |                   |
| 5月11日       | Unit Daisy研究生 張法法 Unit Bellflower異動 Unit Bellflower研究生 董子瑄 Unit Daisy異動                                                                                            |      | 42   | 15   | 14          | 14         | 14       | 27       |                   |
| 9月10日       | Unit Bellflower 劉潔明 プロフィール削除 | -1   | 41   | 14   | 14          | 13         | 14       | 27       | 1期生34人→33人    |
| 10月9日       | Unit Daisy研究生 柏靈・李孟純 正規メンバー昇格 Unit Bellflower研究生 藤井麻由 正規メンバー昇格 Unit Sakura研究生 周佳郁 正規メンバー昇格                                           |      | 41   | 18   | 14          | 13         | 14       | 23       |                   |
| 2021年        | 出来事 | 増減 | 全   | 正   | Daisy       | Bellflower | Sakura   | 研       | 加入期別 人数変動 |
| 3月25日       | Unit Sakura 本田柚萱 卒業 | -1   | 40   | 17   | 14          | 13         | 13       | 23       | 1期生33人→32人    |
| 11月9日       | Unit Sakura 曾詩羽・林家瑩 契約解除 | -2   | 38   | 16   | 14          | 13         | 11       | 22       | 1期生32人→30人    |
| 2022年        | 出来事 | 増減 | 全   | 正   | Daisy       | Bellflower | Sakura   | 研       | 加入期別 人数変動 |
| 1月22日       | Unit Bellflower研究生 王逸嘉 正規メンバー昇格 Unit Sakura研究生 林易沄 正規メンバー昇格                                                                                            |      | 38   | 18   | 14          | 13         | 11       | 20       |                   |
| 8月28日       | Unit Daisy 陳詩雅 卒業 | -1   | 37   | 17   | 13          | 13         | 11       | 20       | 1期生30人→29人    |
| 9月26日       | 3期生 お披露目 | +4   | 41   | 17   | 13          | 13         | 11       | 24       | 3期生4人          |
| 11月12日      | Unit Bellflower研究生 蔡伊柔 正規メンバー昇格 Unit Sakura研究生 鄭佳郁 正規メンバー昇格                                                                                            |      | 41   | 19   | 13          | 13         | 11       | 22       |                   |
| 12月17日      | Unit Sakura研究生 林亭莉 正規メンバー昇格 |      | 41   | 20   | 13          | 13         | 11       | 21       |                   |
| 12月18日      | Unit Daisy研究生 李采潔・宮田留佳 正規メンバー昇格 |      | 41   | 22   | 13          | 13         | 11       | 19       |                   |
| 2023年        | 出来事 | 増減 | 全   | 正   | Daisy       | Bellflower | Sakura   | 研       | 加入期別 人数変動 |
| 1月15日       | Unit Daisy研究生 林潔心 正規メンバー昇格 |      | 41   | 23   | 13          | 13         | 11       | 18       |                   |
|               | 出来事 | 増減 | 全   | 正   | TIC TAC TOE | Peek A Boo | 無所属   | 研       | 加入期別 人数変動 |
| 1月16日       | 公式サイトのメンバーが新ユニットに変更 |      | 41   | 23   | 18          | 19         | 4        | 18       |                   |
| 2月19日       | Unit TIC TAC TOE研究生 羅瑞婷 正規メンバー昇格 Unit Peek A Boo研究生 董子瑄・正規メンバー昇格 研究生 黃奕霖・張少瞳 Unit TIC TAC TOE配属 研究生 黃昱燕・蘇姮羽 Unit Peek A Boo配属 |      | 41   | 25   | 20          | 21         | -        | 16       |                   |
| 4月21日       | Unit TIC TAC TOE 柏靈 契約解除 | -1   | 40   | 24   | 19          | 21         | -        | 16       | 1期生29人→28人    |
| 5月17日       | Unit Peek A Boo 研究生 林佳霓 契約解除 | -1   | 39   | 24   | 19          | 20         | -        | 15       | 2期生8人→7人      |
| 6月7日        | Unit TIC TAC TOE 藤井麻由 解雇 | -1   | 38   | 23   | 18          | 20         | -        | 15       | 1期生28人→27人    |
| 7月4日        | 4期生 お披露目 | +8   | 46   | 23   | 18          | 20         | 8        | 23       | 4期生8人          |
| 7月22日       | Unit TIC TAC TOE研究生 翁彤薰・周家安 正規メンバー昇格 |      | 46   | 25   | 18          | 20         | 8        | 21       |                   |
| 7月23日       | Unit TIC TAC TOE研究生 袁子筑 正規メンバー昇格 |      | 46   | 26   | 18          | 20         | 8        | 20       |                   |
| 7月23日       | Unit TIC TAC TOE研究生 高云珏・張法法・小山美玲正規メンバー昇格 Unit Peek A Boo研究生 鄭妤葳・高硯晨 正規メンバー昇格                                                              |      | 46   | 31   | 18          | 20         | 8        | 15       |                   |
| 8月20日       | Unit TIC TAC TOE 劉語晴・周佳郁・林倢・高云珏・張法法・小山美玲・林潔心・羅瑞婷・Unit Peek A Boo 冼迪琦・邱品涵・李佳俐・王逸嘉・李孟純・鄭妤葳・李采潔・鄭佳郁・高硯晨 卒業       | -17  | 29   | 14   | 10          | 11         | 8        | 15       | 1期生27人→10人    |
| 8月21日       | 公式サイトのメンバーが新ユニットに変更 研究生 孟庭筠・伊品・陳昭霓・翁曼綾 Unit TIC TAC TOE配属 研究生 范姜又恩・陳穎臻・陳以凌・徐沛婠 Unit Peek A Boo配属                        |      | 29   | 14   | 14          | 15         | -        | 15       |                   |
| 10月14日      | Unit TIC TAC TOE研究生 賈宜蓁 活動終了 | -1   | 28   | 14   | 13          | 15         | -        | 14       | 1期生10人→9人     |
| 2024年        | 出来事 | 増減 | 全   | 正   | TIC TAC TOE | Peek A Boo | 無所属   | 研       | 加入期別 人数変動 |
| 6月22日       | Unit TIC TAC TOE研究生 吳騏卉 正規メンバー昇格 Unit Peek A Boo研究生 吳婉淩 正規メンバー昇格                                                                                       |      | 28   | 16   | 13          | 15         | -        | 12       |                   |
| 8月17日       | 5期生 お披露目 | +12  | 40   | 16   | 13          | 15         | 12       | 24       | 5期生12人         |
| 10月19日      | Unit TIC TAC TOE 國興瑀 卒業 | -1   | 39   | 15   | 12          | 15         | 12       | 24       | 1期生9人→8人      |
| 12月22日      | Unit TIC TAC TOE 袁子筑・Unit Peek A Boo 林亭莉・吳婉淩 卒業 | -3   | 36   | 12   | 11          | 13         | 12       | 24       | 2期生7人→4人      |
| 2025年        | 出来事 | 増減 | 全   | 正   | TIC TAC TOE | Peek A Boo | 無所属   | 研       | 加入期別 人数変動 |
| 1月26日       | 研究生 唐靜・林瑋庭・陳泰琌・陳嘉儀・邱宜靚・楊亞芸・李佩宜 Unit TIC TAC TOE配属 研究生 彭鈺婷・蔡喬茵・陳巧儀・余嬿慈・劉子菲 Unit Peek A Boo配属                                 |      | 36   | 12   | 18          | 18         | -        | 24       |                   |
| 3月23日       | Unit TIC TAC TOE 翁彤薰・吳騏卉・Unit Peek A Boo 宮田留佳・周家安 卒業 | -4   | 32   | 8    | 16          | 16         | -        | 24       | 2期生4人→0人      |
| 5月24日       | Unit TIC TAC TOE研究生 張少瞳・伊品 正規メンバー昇格 |      | 32   | 10   | 16          | 16         | -        | 22       |                   |
| 5月25日       | Unit Peek A Boo 董子瑄 卒業 | -1   | 31   | 9    | 16          | 15         | -        | 22       | 1期生8人→7人      |
| 6月30日       | Unit TIC TAC TOE研究生 李佩宜 活動終了 | -1   | 30   | 9    | 15          | 15         | -        | 21       | 5期生12人→11人    |

## オーディション
- 合格者のうち太字となっているのは2025年5月25日現在、在籍しているメンバー。

### TPE48 1期生オーディション
募集要項
- 応募資格 - 経歴不問・2017年9月1日時点で11 - 23歳位までで、台北市で日常的に芸能活動を行うことができる女性。
- 応募期間 - 2017年9月1日 - 10月1日
- 一次審査 - 書類選考
- 二次審査 - 10月21日・22日面接実施 合格者148名
- 三次審査 - 以下により人気投票で36名、運営評価選考で36名を合格とする
  1. 毎週課題を与え、その課題に即した動画を制作し提出。これに対してファンからの投票を受け付ける
  2. 台湾Yahoo!とのコラボレーションにより現地の有名音楽制作者が提供した「課題曲」のミュージックビデオに出演者として参加。その出来栄えに対する評価ポイントを付与
  3. 台湾のネットニュースサイト「卡提諾論壇」とのコラボレーションによる人気投票企画
  4. 「Live.me」サービスでの生配信。その取組みに対する評価ポイントを付与
  5. 人気投票によるメンバー選出においては1.の評価の獲得割合を9割に減じ、3.の評価の獲得割合を1割に減じた上で、その合計による点数で決定

- 最終審査 - 2018年2月4日結果発表 合格者45名

合格者
黄子晴、張法法、潘姿怡、李佳俐、劉語晴、王逸嘉、林易沄、蔡亜恩、陳暐、賈宜蓁、小山美玲、周佳郁、李晨熙、李恩妘、邱品涵、翁立霏、林倢、林于馨、劉曉晴、蔡伊柔、冼迪琦、陳嘉希、柏靈、李孟純、張競、藤井麻由、高云珏、張羽翎、林潔心、國興瑀、鄭妤葳、董子瑄、劉潔明、陳詩雅、温晨君、曾詩羽、陳詩媛、李采潔、鄭佳郁、羅瑞婷、本田柚萱、陳琳、高硯晨、林家瑩、劉姸廷
主な不合格者
瑋伶（PER6IX、Team TPと同じ事務所）、黃昱燕（3期生）

### 2期生オーディション
募集要項
- 応募資格 - 経歴不問・2019年8月1日時点で12 - 24歳（外国籍の場合、16 - 24歳）までで、所属会社との契約ができ、台北市で日常的に芸能活動を行うことができる女性。
- 応募期間 - 2019年8月1日 - 9月30日
- 一次審査 - 書類選考
- 二次審査 - 11月上旬面接実施
- 最終審査 - 2019年12月21日結果発表 合格者8名

合格者
宮田留佳、翁彤薫、吳騏卉、袁子筑、林亭莉、周家安、吳婉淩、林佳霓

### 3期生オーディション
募集要項
- 応募資格 - 経歴不問・2022年2月16日時点で12 - 24歳までで、所属会社との契約ができ、台北市で日常的に芸能活動を行うことができる女性。
- 応募期間 - 2022年2月16日 - 3月31日
- 一次審査 - 書類選考
- 二次審査 - 4月上旬面接実施
- 三次審査 - 4月下旬面接実施
- 最終審査 - 2022年9月26日結果発表 合格者4名

合格者
黃奕霖、黃昱燕、張少瞳、蘇姮羽

### 4期生オーディション
募集要項
- 応募資格 - 経歴不問・2023年2月20日時点で12 - 24歳までで、所属会社との契約ができ、台北市で日常的に芸能活動を行うことができる女性。
- 応募期間 - 2023年2月20日 - 3月31日
- 一次審査 - 書類選考
- 二次審査 - 4月8日、9日
- 三次審査 - 4月29日、30日
- 最終審査 - 2023年7月4日結果発表 合格者8名

合格者
孟庭筠、范姜又恩、伊品、陳穎臻、陳昭霓、陳以凌、徐沛婠、翁曼綾

### 5期生オーディション
募集要項
- 応募資格 - 経歴不問・2024年1月23日時点で12 - 22歳までで、所属会社との契約ができ、台北市で日常的に芸能活動を行うことができる女性。
- 応募期間 - 2024年1月23日 - 2月25日
- 書類選考 - 2024年2月26日 - 3月1日
- 面接 - 2024年3月9日 - 3月10日
- 最終審査 - 2024年8月17日結果発表 合格者12名

合格者
唐靜、林瑋庭、陳泰琌、彭鈺婷、陳嘉儀、蔡喬茵、陳巧儀、邱宜靚、余嬿慈、楊亞芸、劉子菲、李佩宜

### 6期生オーディション
募集要項
- 応募資格 - 経歴不問・2025年2月17日時点で12 - 22歳までで、所属会社との契約ができ、台北市で日常的に芸能活動を行うことができる女性。
- 応募期間 - 2025年2月17日 - 4月13日
- 書類選考 - 2025年4月14日 - 5月2日
- 面接 - 2025年5月11日

## 作品

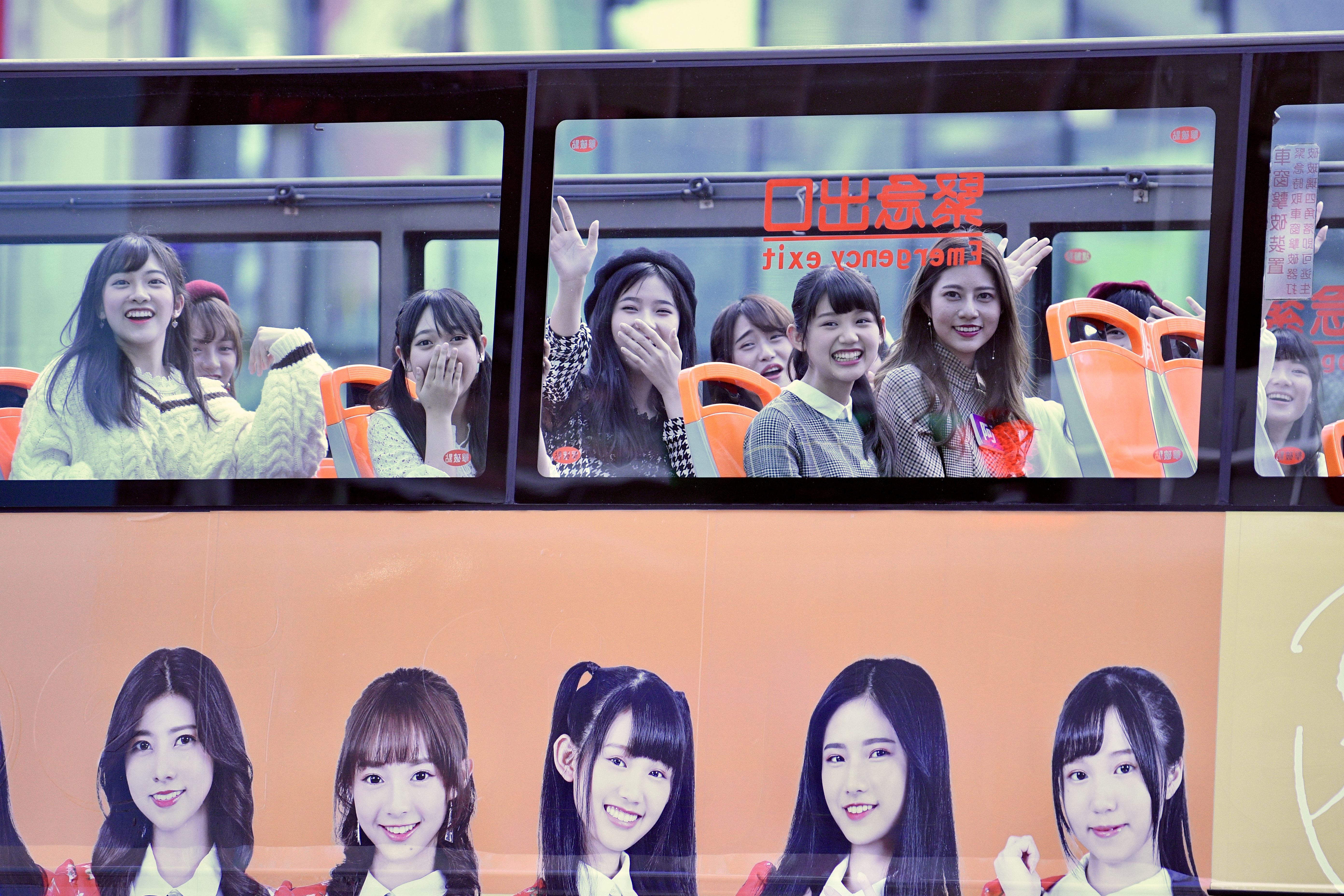
「勇往直前」発売記念のラッピング2階建バスに乗車するメンバー（2019年1月4日撮影）

### シングル
| 枚 | リリース日     | タイトル      | 原曲                       | 品番        | 形態                            |
| -- | -------------- | ------------- | -------------------------- | ----------- | ------------------------------- |
| 1  | 2018年12月25日 | 勇往直前      | 前しか向かねえ             | EMCD1808-1  | Type A （CD+DVD）               |
| 1  | 2018年12月25日 | 勇往直前      | 前しか向かねえ             | EMCD1808-2  | Type B （CD+DVD）               |
| 2  | 2019年7月26日  | TTP Festival  | AKBフェスティバル          | EMCD1906    | CD+DVD                          |
| 3  | 2019年12月25日 | 看見夕陽了嗎? | 夕陽を見ているか?          | EMCD1908    | CD+DVD                          |
| 4  | 2020年9月17日  | 嗚吼嗚吼吼    | ウッホウッホホ             | EMCD2006    | CD+DVD                          |
| 5  | 2021年10月15日 | 一秒一秒約好  | なし（オリジナルシングル） | EMCD2101    | CD+DVD                          |
| 6  | 2022年10月14日 | 無根無據Rumor | 根も葉もRumor              | TPDSG2006-A | A盤 （CD+DVD）                  |
| 6  | 2022年10月14日 | 無根無據Rumor | 根も葉もRumor              | TPDSG2006-B | B盤 （CD+DVD）                  |
| 6  | 2022年10月14日 | 無根無據Rumor | 根も葉もRumor              | TPDSG2006-C | 陳詩雅卒業記念限定盤 （CD+DVD） |
| 7  | 2023年7月21日  | 11月的腳鍊    | 11月のアンクレット         | TPDSG2007   | CD+DVD                          |
| 8  | 2024年8月20日  | 24/7 Shining  | なし（オリジナルシングル） | TPDSG2008   | CD                              |
| 9  | 2025年2月14日  | Team UP       | なし（オリジナルシングル） | TPDSG2009A  | Type A （CD）                   |
| 9  | 2025年2月14日  | Team UP       | なし（オリジナルシングル） | TPDSG2009B  | Type B （CD）                   |

#### 配信シングル
| リリース日    | タイトル       | 原曲       | 備考       |
| ------------- | -------------- | ---------- | ---------- |
| 2019年4月15日 | 綠草地上的奇蹟 | 草原の奇跡 | [ 注釈 4 ] |

#### 参加シングル
AKB48
| リリース日    | タイトル       | 参加曲       | 名義                   | メンバー                                                                     |
| ------------- | -------------- | ------------ | ---------------------- | ---------------------------------------------------------------------------- |
| 2018年3月14日 | ジャーバージャ | 友達ができた | まちゃりんと仲間たち。 | 陳詩雅、陳詩媛、邱品涵、林倢、國興瑀、張羽翎 AKB48台湾研究生/TPE48として参加 |

### ミュージック・ビデオ
| 年   | タイトル                   | 監督 | 備考                              |
| ---- | -------------------------- | ---- | --------------------------------- |
| 2017 | 恋するフォーチュンクッキー |      | 林倢・邱品涵                      |
| 2018 | 向前走                     |      | 阿部・第1期生オーディション候補者 |

| 年   | タイトル                       | 原曲                   | 監督           | 備考                              |
| ---- | ------------------------------ | ---------------------- | -------------- | --------------------------------- |
| 2018 | 勇往直前                       | 前しか向かねえ         | 黃原 Circle    |                                   |
| 2019 | 櫻花瓣                         | 桜の花びらたち         | 黃原           |                                   |
| 2019 | 綠草地上的奇蹟                 | 草原の奇跡             |                | 歌詞版MV                          |
| 2019 | TTP Festival                   | AKBフェスティバル      | 黃原           |                                   |
| 2019 | LOVE 修行                      |                        |                |                                   |
| 2019 | 看見夕陽了嗎?                  | 夕陽を見ているか?      | 黃原           |                                   |
| 2020 | Only Today                     |                        | 黃敏茜、殷柏林 |                                   |
| 2020 | 嗚吼嗚吼吼                     | ウッホウッホホ         | 蘇聖           |                                   |
| 2020 | Majisuka Rock n' Roll          | マジスカロックンロール | Bruce Wang     | The Puzzle5                       |
| 2020 | Majisuka Rock n' Roll (日本版) |                        | Bruce Wang     | The Puzzle5                       |
| 2021 | 奔跑吧! 企鵝                   | 走れ! ペンギン         | 蘇聖           |                                   |
| 2021 | 一秒一秒約好                   |                        | 蘇聖           |                                   |
| 2021 | 未來的果實                     | 未来の果実             | 蘇聖           |                                   |
| 2022 | 因為喜歡你                     | 君のことが好きだから   | 蘇聖           |                                   |
| 2022 | 夢之河                         | 夢の河                 | 蘇聖           |                                   |
| 2022 | Go Now                         |                        |                | 作詞・王逸嘉、林潔心 作曲・林潔心 |
| 2022 | 無根無據Rumor                  | 根も葉もRumor          | 蘇聖           |                                   |
| 2023 | 11月的腳鍊                     | 11月のアンクレット     | 蘇聖           |                                   |
| 2023 | 夢之路                         | 夢へのルート           |                |                                   |
| 2024 | 24/7 Shining                   |                        | 蘇聖           |                                   |
| 2024 | 就是好喜歡                     |                        | 陳佳玫         |                                   |
| 2025 | 微笑ED                         |                        |                |                                   |
| 2025 | Team UP                        |                        | 蘇聖           |                                   |

## コンサート

### 単独コンサート
- AKB48 Team TP 一周年紀念 Mini Concert（2019年9月14日・15日・21日・22日、烏梅劇院）[70]

### AKB48・AKB48グループ名義
- AKB48 53rdシングル 世界選抜総選挙 〜世界のセンターは誰だ?〜 AKB48グループコンサート（2018年6月16日、ナゴヤドーム） - TPE48時代[71]
- AKB48 Group Asia Festival 2019 in BANGKOK Presented by SHANDA GAMES（2019年1月27日、バンコク インパクトアリーナ）[72]
- AKB48 Group Asia Festival 2019 in SHANGHAI（2019年8月24日、上海・国家会展中心虹館）[73]
- AKB48 in Taipei 2019 〜 Are You Ready For It?（2019年10月19日、台北アリーナ） - ゲスト[74]

## 出演

### インターネットラジオ
- Team TP 青春週記（2019年3月14日 - 4月3日、KKBOX 速爆音樂台）[75]

### CM

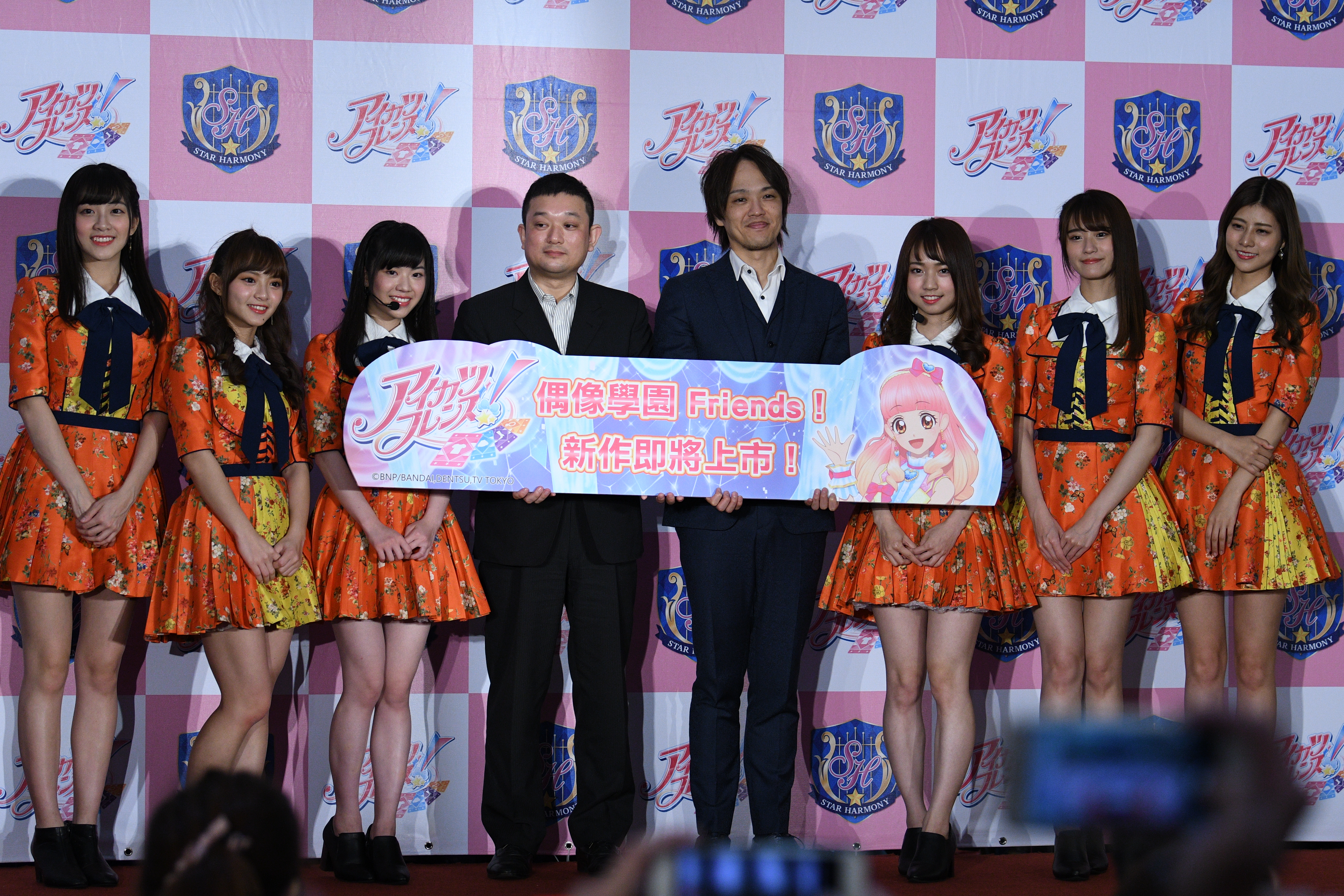
「偶像學園 Friends!」発売記念イベントにて（2019年1月5日、環球購物中心）

- Aikatsu! 偶像學園（2018年 - 、バンダイナムコピクチャーズ / バンダイ）[76]
- 異世界女神物語（2020年2月）[77]
- 少女咖啡槍（2020年4月）[78]